# John Shum
John Shum, de son vrai nom Shum Kin-fun (岑建勳, né le 1er janvier 1952), parfois appelé John Sham, est un acteur, producteur et militant politique hongkongais, surtout connu pour ses comédies dans les années 1980.

## Biographie
Diplômé de l'université de Hong Kong, Shum poursuit ses études au Royaume-Uni et aux États-Unis. De retour à Hong Kong, il co-fonde City Magazine avec John Chan et devient rédacteur. À la même époque, il commence à travailler à la télévision et à la radio. Il est également militant politique durant ses études dans les années 1970 et était membre de l'avant-garde trotskiste, la Ligue marxiste révolutionnaire (en).
En 1983, il co-fonde la société de production cinématographique D&B Films avec Sammo Hung et Dickson Poon (en). Il fonde plus tard une autre société avec John Chan, la Maverick Films Ltd. La période la plus prolifique de Shum comme acteur est celle des années 1980. Sur les 45 films dans lesquels il est apparu, 33 ont été réalisés durant cette période. Il est particulièrement connu par les films des Lucky Stars de Sammo Hung comme Le Gagnant (1983) et Le Flic de Hong Kong 2 (1985), et également pour la série des Pom Pom (1984-1986) avec Richard Ng.
Shum est crédité comme producteur de plus de 20 films dont Hong Kong 1941 (1984), Legacy of Rage (1986) et The Banquet (1991). Il travaille comme assistant réalisateur sur le film Magnificent Warriors (en) (1987) avec Michelle Yeoh et est également aux crédits de nombreux autres films, à des postes divers tels que producteur exécutif par exemple. En 1992, Shum co-présente la cérémonie des Hong Kong Film Award.
Pendant la majeure partie des années 1990, il met de côté sa carrière cinématographique pour se consacrer au mouvement pour la démocratie de Hong Kong. En 2005, il est nommé secrétaire exécutif de la Fédération des cinéastes de Hong Kong par le Comité de développement du film parrainé par le gouvernement. En décembre 2007, il devient membre du comité exécutif de la guilde des artistes de Hong Kong. Son dernier rôle est celui de producteur exécutif, aux-côtés de Jackie Chan, pour le film Wushu (2008) de Antony Szeto (en), avec Sammo Hung.

## Filmographie
- 1983 : Le Gagnant
- 1984 : Pom Pom
- 1984 : Le Retour de Pom Pom
- 1984 : Soif de justice
- 1984 : Mad Mission 3: Our Man from Bond Street
- 1985 : Le Flic de Hong Kong 2
- 1985 : Mr Boo contre Pom Pom
- 1985 : Yes, Madam
- 1986 : Where's Officer Tuba?
- 1986 : Pom Pom contre-attaque
- 1988 : I Love Maria (en)
- 1990 : Curry and Pepper
- 2004 : The Miracle Box
- 2004 : New Police Story
- 2006 : McDull, the Alumni (en)
- 2007 : Mr. Cinema (en)
- 2009 : Bodyguards and Assassins
- 2011 : Une vie simple
- 2013 : A Complicated Story (en)